# Grande Dépression à Besançon

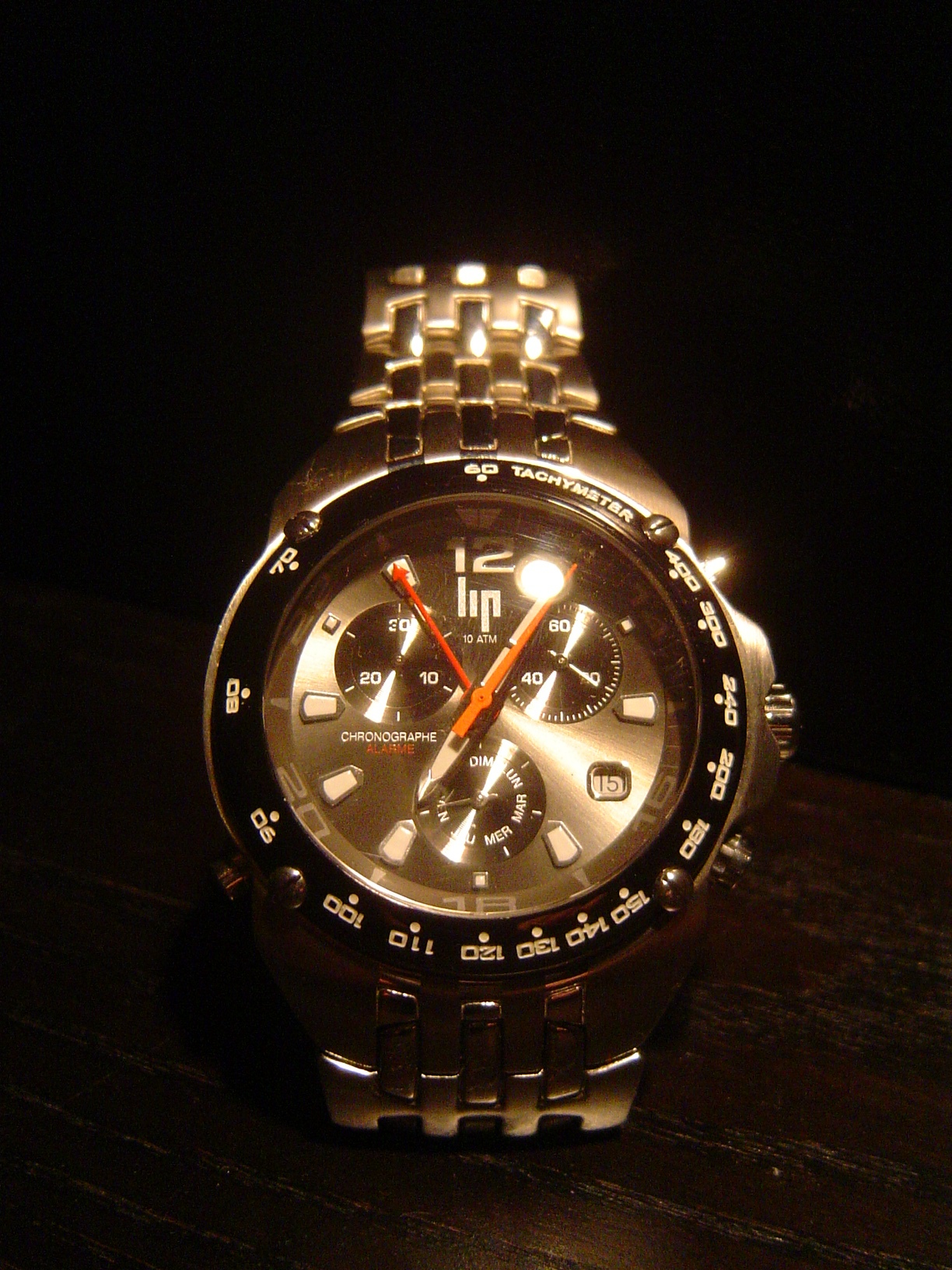
La Grande Dépression à Besançon a eu des répercussions sur la principale activité économique de la ville, l'horlogerie. Voici une montre de la maison Lip.

La Grande Dépression est une récession économique au niveau mondial qui débute à la suite du krach de 1929 et se poursuit jusqu'au début de la Seconde Guerre mondiale. À Besançon, cette période se traduit par une baisse significative de l'activité économique et du nombre d'emplois notamment dans le secteur principal de la ville, l'horlogerie. Entre 1930 et 1938, une centaine d'entreprises horlogères, bancaires et alimentaires font faillite dans la capitale comtoise et disparaissent, et celles qui restent enregistrent des baisses de chiffre d'affaires considérables et survivent tant bien que mal.
Cette crise prend également un aspect social par rapport au chômage, aux mesures d'aide sociales et aux revendications syndicales que la récession entraîne. À Besançon, cet aspect est illustré par le nombre de chômeurs, qui explose de manière comparable, par les aides sociales directement liées et par le nombre de grèves alors en hausse dans la ville.
La Grande Dépression se termine lors de l'entrée en guerre de la France en 1939. En juin 1940, la ville de Besançon est prise par les Allemands.

## Contexte historique

### Économie de la fin duXIXesiècleà la fin des années 1920

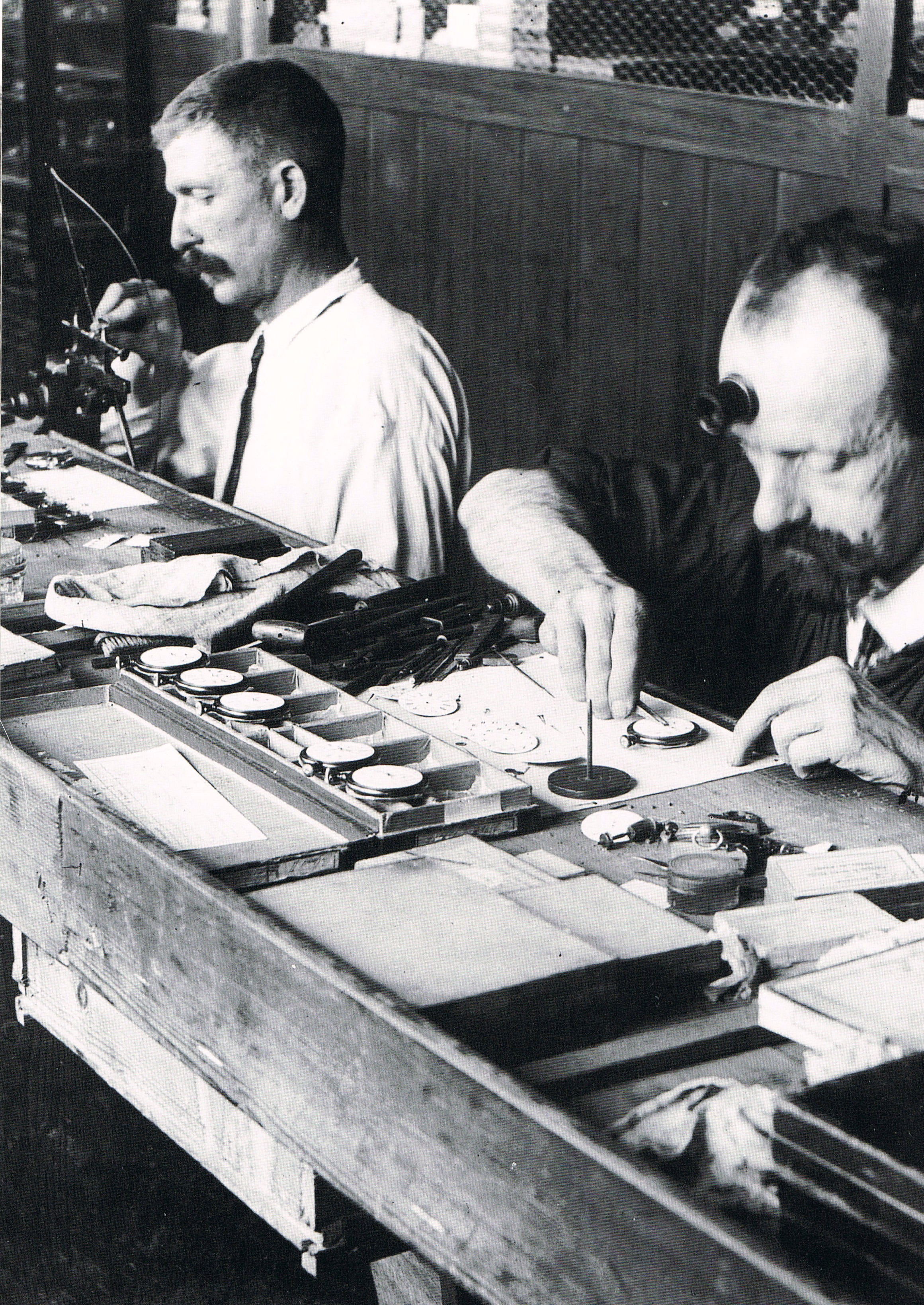
Un ouvrier horloger posant les cadrans et les aiguilles d'une montre dans un atelier de la ville, au début du XX.

À la fin du XIXe siècle, Besançon fait face à une rupture de la progression économique suivie d'une période de stagnation, après plusieurs années de croissance. Cela s'explique par le déclin des plants viticoles, alors très présents dans la capitale comtoise, décimés par le mildiou et ensuite anéantis par le phylloxéra,,, ; les vignerons de l'époque qui se retrouvent alors sans activité n'envisagent pas de replanter de nouvelles vignes par la suite, découragés également par la concurrence d'autres cépages, beaucoup plus attractifs,. En 1900, il reste 603 hectares de vignes dans la ville et la banlieue et à peine 151 hectares en 1929.

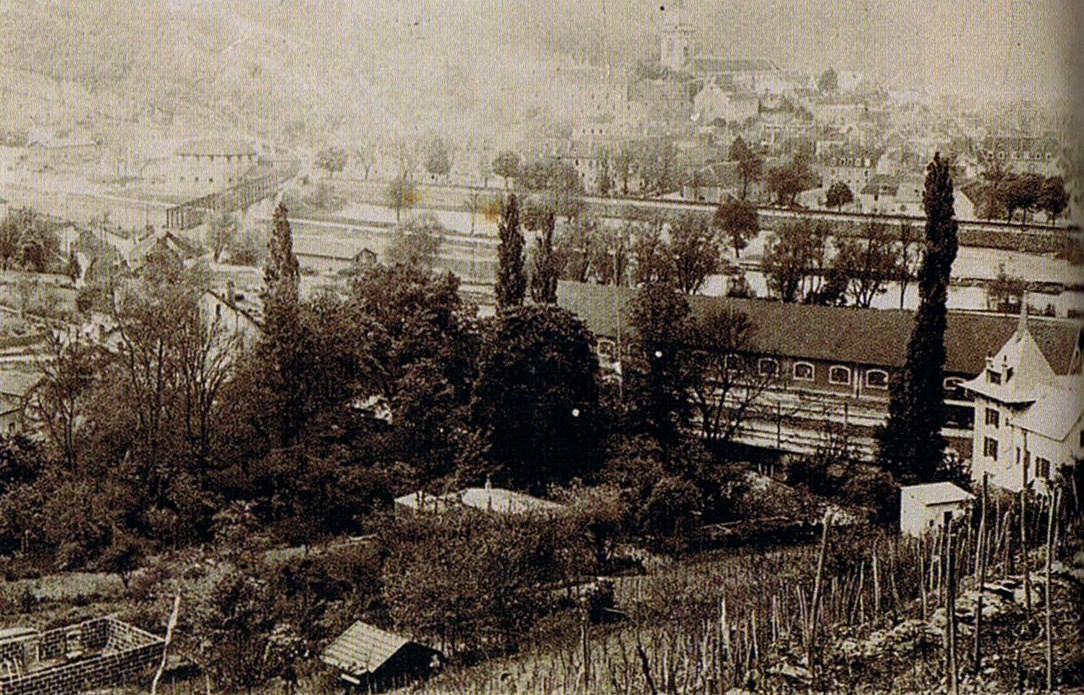
Quelques pieds de vigne à Bregille dans les années 1880.

S'ajoute à la disparition du vignoble bisontin une crise de l'horlogerie, alors l'une des seules activités industrielles de Besançon : la production passe de 501 602 montres en 1883 à 366 197 en 1888,. En cause de cette crise horlogère, la mécanisation, qui s'installe difficilement dans les mœurs, entraîne une baisse considérable de compétitivité, notamment face aux Suisses et aux Américains,. Il faut attendre la fin de la Première Guerre mondiale pour que la ville reprenne une croissance, notamment par la reconstruction et l'urbanisation de la ville mais aussi grâce à l'implantation de nouveaux secteurs industriels, comme l'usine de soieries Weil, et la création d'un centre thermal, qui propulse la ville sous une ère de prospérité nommée Besançon-les-Bains mais disparaît complètement à la fin des années 1910. 
Après la guerre, la ville croît lentement mais sûrement après la longue stagnation. Elle passe de 55 652 habitants en 1921 à 58 000 en 1926 (une accroissement démographique de 4,2 %) et accueillant de nouvelles usines : bonneteries et confections, constructions mécaniques, compteurs de Montrouge. En plus, l'accueil de la Foire comtoise à partir de 1921 contribue à la promotion de l'économie bisontine, qui se développe de plus en plus également grâce à la formation de la 20e région économique « Franche-Comté - Haute-Alsace » autour de la capitale comtoise mais se révélera finalement être d'une faible utilité. Enfin, un autre élément va jouer sur la croissance économique : la réalisation du canal du Rhône au Rhin, qui voit apparaître de nouveaux projet comme la future création d'un port fluvial dans la ville. 

### Principaux traits économiques juste avant la crise
En 1930, la préfecture du Doubs a dressé une liste des principales entreprises bisontines ui en comptait 42 embauchant 20 personnes ou plus et totalisant plus de 5 400 salariés, répartis essentiellement dans l'horlogerie, le textile, la métallurgie et l'alimentaire. Cependant, le classement ne tient pas compte des ouvriers travaillant à domicile, nombreux dans les secteurs de l'horlogerie et du textile. C'est ainsi que pour l'entreprise Weil, par exemple, qui compte d'après la préfecture 68 employés, embauche vraiment plus de 600 personnes, environ 532 à domicile. En plus, la part des petites entreprises de moins de 20 employés, n'est pas décomptée, mais la ville compte un très grand nombre de petites entreprises qui, toutes réunies, sont autant voire parfois plus importantes que la somme des ouvriers des grandes entreprises.
L'horlogerie est un secteur particulièrement développé à Besançon depuis l'arrivée de Laurent Mégevand, après la Révolution française, qui sera l'instigateur du pôle industriel horloger de la ville,,,, mais surtout depuis que la ville a été proclamée Capitale de la montre française lors de l'exposition internationale de 1860. La liste de la préfecture du Doubs montre que l'horlogerie compte 1 134 employés répartis dans 11 grandes entreprises, mais le nombre total de personnes travaillant de ce secteur est bien plus important : entre 4 000 et 5 000 personnes. Donc, la branche horlogère mène à elle seule presque toute la prospérité de la capitale comtoise, mais l'horlogerie traverse de grandes difficultés à l'époque. Après plusieurs grandes crises, la croissance horlogère reprend à la suite de la guerre mais reste globalement timide : la production fait état de 170 000 montres or et 120 000 montres argent en 1928, soit un total de près de 300 000 pièces, bien loin des 635 980 articles de 1900. L'évolution des techniques demandent une réadaptation des ateliers Bisontins, mais les nouvelles demandes des clients font aussi disparaître certaines branches (comme le métier de décorateur-guillaucheur en danger puisque la montre devient un objet utilitaire au lieu d'un simple bijou). La ville tente de reprendre le pas : un Institut de chronométrie et micromécanique rattaché à Faculté de sciences (le seul de ce genre en France) est fondé, et une école d'horlogerie commence à être construite au cours des années 1920, le futur lycée Jules-Haag.

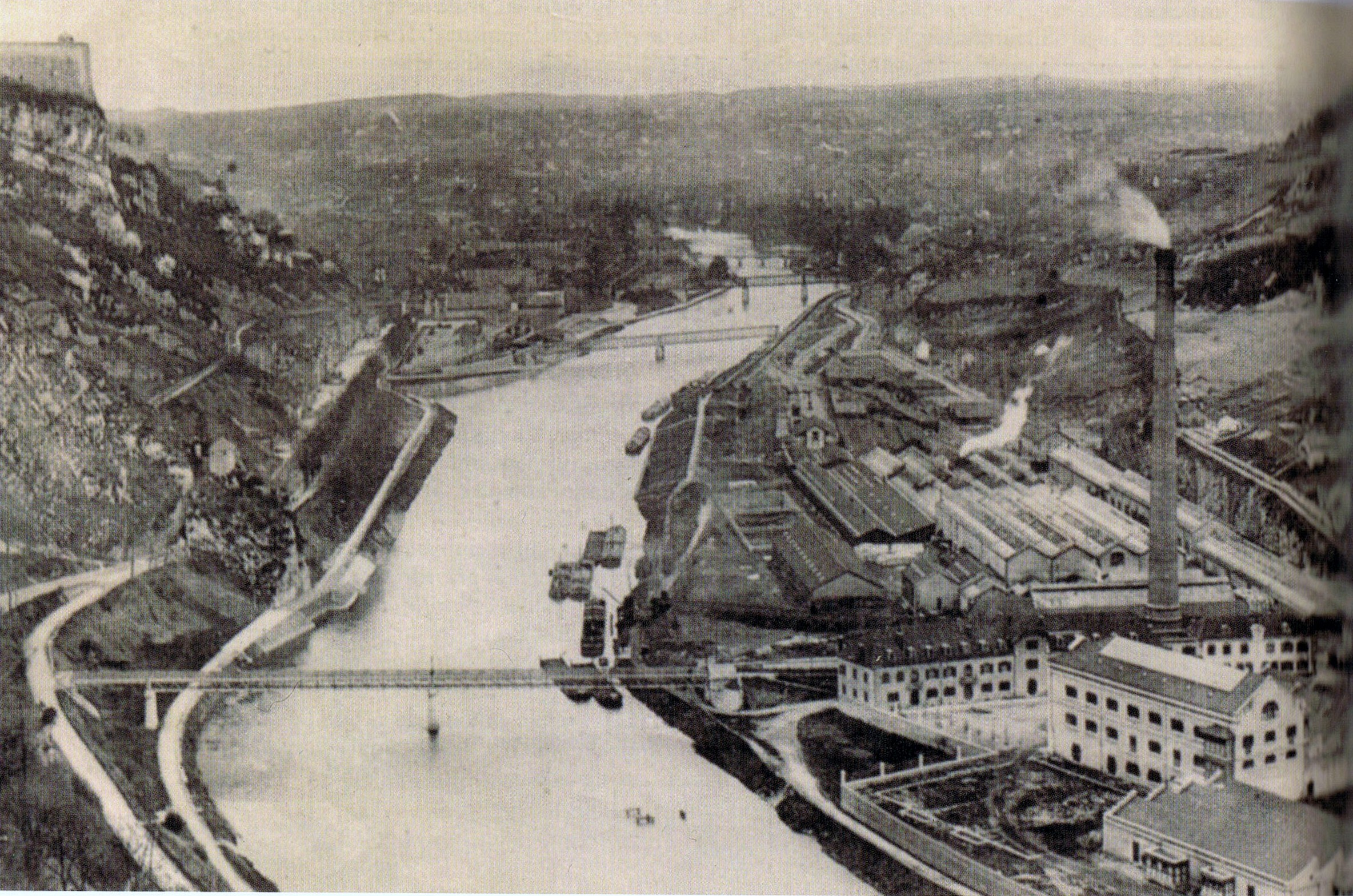
Les soieries des Prés-de-Vaux au début du XX.

La ville compte également de grandes entreprises d'autres secteurs, comme la métallurgie, le textile et l'alimentation, qui représentent les trois principales branches économiques de Besançon avec l'horlogerie. La quantification des employés travaillant dans le secteur de la métallurgie est difficile à évaluer, du fait de la disparition, de la fusion et du changement de propriétaire successif de nombreuses entreprises de ce type. La métallurgie et la mécanique ne sont pas des activités de première place dans la capitale comtoise, même si au début de l'année 1929, le journal « l'Œuvre Sociale » note la recherche de main-d'œuvre locale dans ces domaines. Le secteur de l'alimentation est un peu plus important, notamment avec l'implantation de grossistes, ayant une influence commerciale au-delà de la commune, mais aussi avec l'entreprise de la Brasserie de Besançon, qui produit 50 000 hl de boissons alcoolisées par an. En plus, il existe deux autres grandes succursales dans la cité : les Docks Franc-Comtois ainsi que Les Économiques Bisontins. Enfin, un des derniers gros secteurs économiques est la branche textile, regroupant plus de 600 ouvriers à travers cinq grandes entreprises, dont la plus importante est la soierie des Prés-de-Vaux, fondée par le comte Hilaire de Chardonnet. Établie à partir de 1890 aux bas de Bregille, cette usine participe significativement à l'offre du bassin d'emploi de la ville et est l'un des piliers de l'économie bisontine,. La capitale comtoise compte également d'autres entreprises ne faisant pas partie des grands secteurs économiques de la région. On peut citer la papeterie Weibel, la Compagnie de gaz et de l'électricité et quelques grandes entreprises du bâtiment et travaux publics,.

## La crise

### Début et conséquences de la crise au niveau national

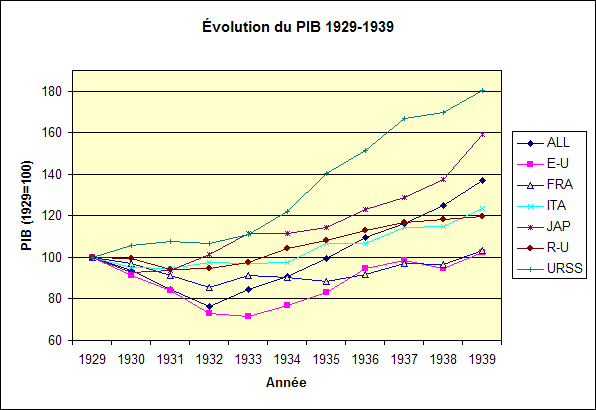
Évolution du PIB de quelques pays entre 1929 et 1939.

La crise de 1929, appelée aussi Grande Dépression, est la période de l'histoire mondiale du krach de 1929 aux États-Unis jusqu'à la Seconde Guerre mondiale. C'est la plus importante dépression économique du siècle, qui s'accompagne d'une importante déflation et d'une explosion du chômage.
Jouant un rôle international de premier plan en 1928, la France est une des principales victimes de la crise économique née en 1929 aux États-Unis. De 1929 à 1939, la production industrielle augmente de 20 % au Royaume-Uni, de 16 % en Allemagne, de 10 % dans l’ensemble du monde alors qu'elle diminue de 1 % en Italie, de 11 % aux États-Unis et de 24 % en France. La baisse est plus forte que celle causée par la Grande Guerre : « De 1929 à 1938 la production par habitant baisse de 10 % soit autant que de 1910 à 1920, période ravagée par une guerre destructrice. » La France, qui a été à la pointe de la recherche et de l'innovation (automobile, aviation, cinéma etc.), est rattrapée et dépassée. 

### La crise à Besançon
La ville de Besançon est, comme de nombreuses autres communes françaises, touchée de plein fouet par la récession économique à partir de la fin de 1930. Cependant, les effets de la crise sont relativement moins importants que par rapport au reste de la France, bien que la ville soit particulièrement concernée entre 1931 et 1937, lorsque les premiers signes de reprise se manifestent mais de courte durée, la France entrant en guerre en 1939. Globalement, la crise se présente comme une longue période de stagnation économique avec des pertes et ensuite une stabilisation des emplois, sans jamais toutefois prendre un tournant catastrophique. On peut supposer que la ville est un peu épargnée des grands désastres économique par sa faible insertion dans le grand capitalisme, expliquant à la fois son dynamisme modéré dans les années 1920 et le caractère limité des dégâts provoqués par la crise des années 1930. 

#### Apparition et conséquences de la crise horlogère

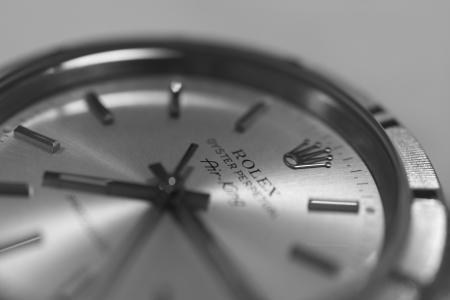
Exemple d'horlogerie suisse : un modèle Oyster Perpetual (1927) de la maison Rolex.

La ville et le reste du bassin horloger de Franche-Comté étant largement dépendant des entreprises suisses, qui produisaient la plupart des pièces de base nécessaires à la production industrielle, il apparaît que la Suisse est la première touchée par la crise, dès le début de 1930. Les 1 200 à 1 400 entreprises suisses représentant à elles seules 63 000 emplois sont touchées : baisse significative du nombre de montres produites, chômage partiel ou total pour 70 % des ouvriers, cette situation délicate ne tarde pas à avoir des répercussions en France comme dans la ville.
À Besançon, les premiers signes de la crise apparaissent en mai 1930, lorsque la profession horlogère commence à se préoccuper de la Grande Dépression, qui touche de plus en plus de pays et d'industries. La plupart des entreprises commencent déjà à faire baisser les heures de travail et de plus en plus se préparent à une récession, qui devient inévitable. De plus, avec la crise arrivée en Suisse au début de l'année 1930, de nombreux compatriotes franc-comtois travaillant dans ce pays tentent de revenir afin de chercher du travail. En juillet 1930, les premières vraies difficultés apparaissent : les fabricants de boîtes en or, notamment dans les entreprises Lévy et à la Société générale des monteurs de boîtes or, doivent mettre au chômage leurs salariés une demi journée par semaine. C'est pire chez Berthele, le chômage atteignant déjà deux jours par semaine. Cependant, même si de nombreux patrons, ouvriers et organisations horlogères s'inquiètent de la crise qui prend alors un tournant mondial, elles se préoccupent moins de la baisse d'activité de certaines entreprises bisontines, qui n'est pas une situation rare lorsque l'activité horlogère connaît des périodes creuses, ce qui est le cas généralement en début d'année et en été. 

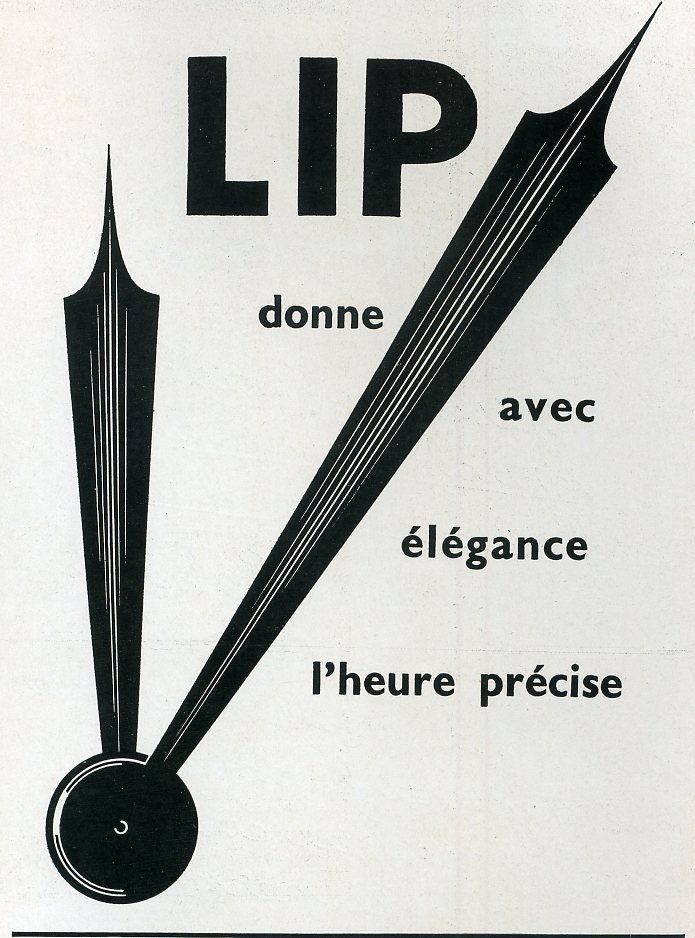
L'entreprise Lip, déjà à l'époque l'une des plus grosses horlogeries de la ville, fait difficilement face à la crise et doit licencier une part importante de ses salariés. Voici une publicité de 1934.

On constate que la crise sévit particulièrement à Besançon, la plupart des entreprises de la ville fabriquant de la petite horlogerie, qui enregistre un recul de 46 % alors que la grosse horlogerie baisse de 18 %. La cité fait face à une baisse importante de sa productivité : les montres gros calibre ne sont plus fabriquées, et l'usine Lip met 62 ouvriers au chômage, et chez Bloch Geismer, 4 ouvriers sont congédiés et les 47 autres ne travaillent que 20 heures par semaine. Dans l'entreprise Lévy, 17 employés sont au chômage en novembre 1930 et 80 en décembre. La diminution du chiffre d'affaires en 1931 est estimée à 25 % en moyenne dans la capitale comtoise par rapport à 1930 ; en 1932, ce chiffre atteint 50 % par rapport à 1931. À la fin de l'année 1931, de nombreuses entreprises bisontines sont touchées : la Société générale des monteurs de boîtes or, l'entreprise Zénith, Lip et la maison Laudet doivent réduire leurs personnels, de même que les entreprises de fourniture d'horlogerie, comme les maisons Brunchwing et Nicolet (cadrans) et Manzoni (verres de montre).

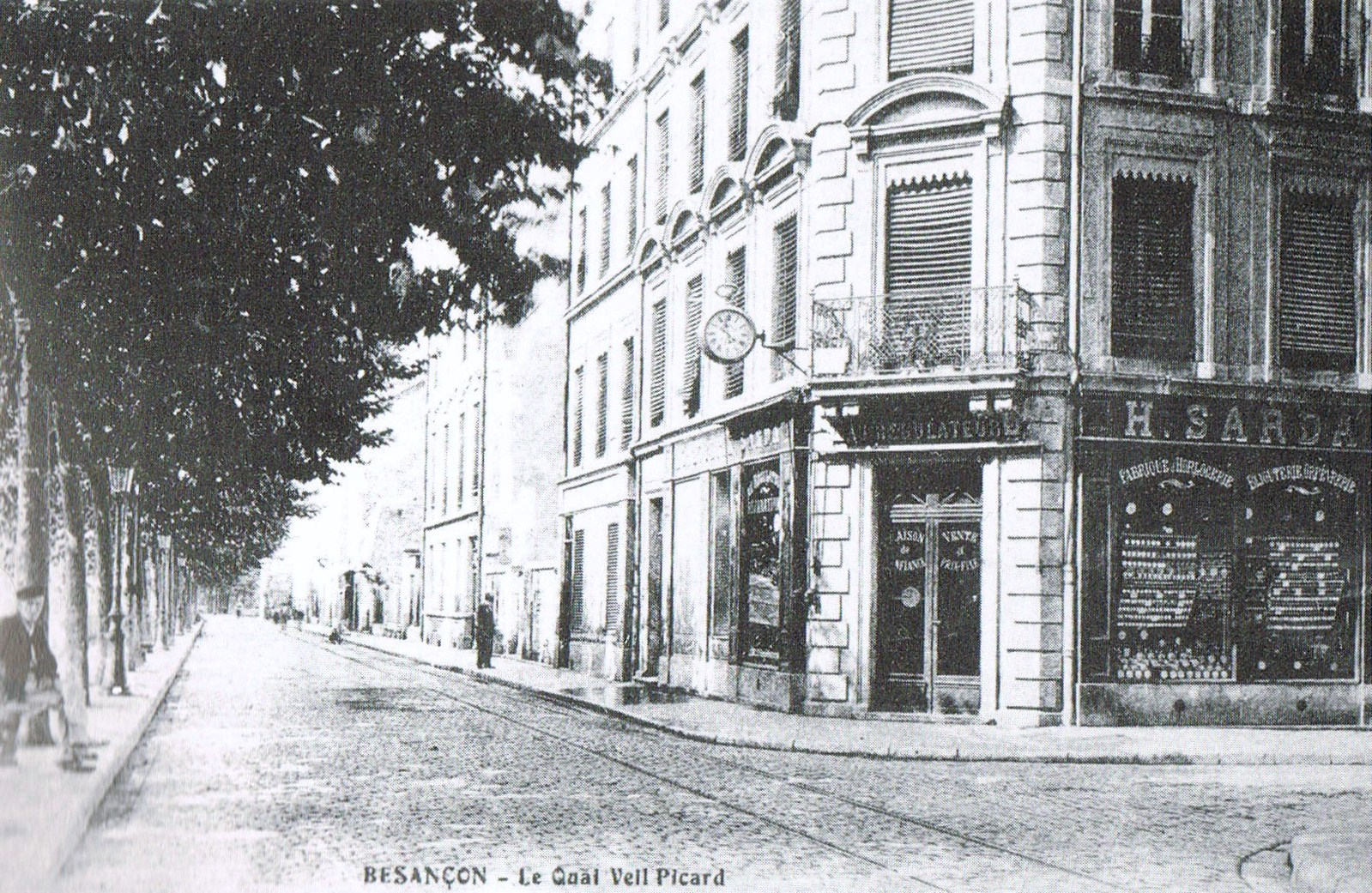
La maison Sarda, quai Veil-Picard : une des seules horlogeries bisontine à plutôt bien s'en sortir de cette période de crise.

Le début de 1933 est encore plus difficile, du fait de la période creuse qui suit les fêtes (Noël et Nouvel An) venant accentuer la crise. Les établissements Lip et Bloch Geismer décident de fermer leurs entreprises jusqu'au 11 janvier 1933, et d'autres ferment sans que de date de réouverture n'ait été programmée. De nombreux ouvriers sont alors congédiés, et les rares qui restent voient leurs temps de travail de nouveau diminué. Les quelques entreprises de grosses horlogerie et les usines de compteurs pour gaz et électricité de la ville enregistrent des pertes considérables de leurs chiffres d'affaires, retombant en moyenne àsix fois moins du résultat obtenu en 1930. Le reste de 1933 est globalement tout autant délicat, même si on note quelques petites améliorations en avril et en octobre. En 1934, la situation se complique encore en France, dans tous les secteurs : le pays passant de 316 200 chômeurs en janvier 1933 à 332 250 en janvier 1934. Pour l'industrie horlogère dans le département du Doubs, la situation est globalement difficile à Besançon bien qu'il y a des exceptons: les horlogeries de Charquemont et du Russey tournent à plein régime, de même que la maison Sarda de Besançon, qui s'en sort plutôt bien, alors que le reste des entreprises franc-comtoises sont complètement enlisées dans la crise bien qu’il y ait une amélioration par rapport à 1933.
En effet, même si la production reste faible dans la capitale comtoise, la petite horlogerie parvient à se maintenir en 1934. Ces résultats sont confirmés en 1935, marquant même un timide redressement avec une augmentation des importations et des exportations (passant de 63,7 millions à 67 millions de francs entre 1934 et 1935 pour l'import et de 33 millions à 37 millions de francs entre les mêmes années pour l'export). Les horlogeries bisontines sont cependant encore dans une situation pénible en 1935, les banques retenant ce qui est nécessaire afin de payer les ouvriers pour que cette créance soit privilégiée en cas de faillite. Il faut attendre décembre 1935 pour que le secteur se redresse un peu et 1936 pour que les importations augmentent pour atteindre 80 millions de francs, mais les exportations redescendent à 35 millions. Entre 1930 et 1936, on compte à Besançon 34 entreprises d'horlogerie qui ont fait faillite et cinq autres entreprises dans des domaines connexes (boîtes, cadrans, verres de montre etc.).
| Année                              | Horlogerie    | Boîtes  | Verres | Décolleteurs | Cadrans | Total          |
| ---------------------------------- | ------------- | ------- | ------ | ------------ | ------- | -------------- |
| 1930 1931 1932 1933 1934 1935 1936 | 2 5 2 4 8 5 8 | - - 1 - | - 1 -  | - 1 - 1 -    | - 1 -   | 2 7 3 4 10 5 8 |
| Total                              | 34            | 1       | 1      | 2            | 1       | 39             |

Pour remédier à cette crise, plusieurs organismes tentent d'apporter leur aide aux horlogers de la ville : l'Union horlogère de France, qui a un syndicat à Besançon, crée une liste de tous les horlogers de France (mais qui n'est complétée qu'en 1938) afin de renseigner les fabricants sur les possibilités de marché extérieur. De plus, elle essaie d'obtenir des accords douaniers notamment avec la Suisse et met en place des campagnes de publicité pour l'horlogerie française et franc-comtoise. Le Bureau de normalisation horlogère de Besançon élabore des définitions officielles pour les montres, chronomètres et chronographes dans cette optique d'aide aux horlogers locaux par l'interdiction de publicités déloyales de ses voisins suisses. Cependant et véritablement, les syndicats ouvriers de Franche-Comté sont ceux qui instaurent une série des règles à partir de 1936, qui sont à l'origine de l'amélioration de la situation : ils mettent fin à la concurrence entre les entreprises franc-comtoises produisant les mêmes pièces, élaborent une tarification uniforme pour les pièces détachées et la finition et mettent en place un contrat entre toutes les entreprises, les obligeant à respecter certaines conditions de travail.

#### La crise dans les autres secteurs
Crise dans le secteur bancaire
À Besançon et dans de nombreuses autres villes françaises et étrangères, de nombreux secteurs économiques sont touchés par la crise par l'intermédiaire des banques, qui sont déjà à l'époque de véritables vecteurs financiers. Dans la capitale comtoise, ces établissements ont rarement une plus grande importance que le cadre local sauf un, qui a une influence régionale : la banque Mairot, fondée en 1920 dans la ville. Cette société a un grand impact local et soutient grandement les commerces locaux mais la banque ne résiste pas à la crise et est liquidée en mai 1931, ce qui a pour effet de fragiliser significativement le tissu économique de la ville. D'autres sociétés bancaires font également faillite dans la ville : quatre en 1930 et trois autres les années suivant la crise : une en 1931, une en 1933 et une en 1935. Le nombre important de faillites en début de crise s'explique par le fait que les banques sont les premières touchées par la crise et mettent en danger toutes les entreprises et particuliers affiliés lorsqu'elles connaissent des difficultés. Besançon n'échappe pas à cette règle : les banques ont déjà été touchées par la crise et les autres secteurs suivent à leur tour.
Crise dans la métallurgie

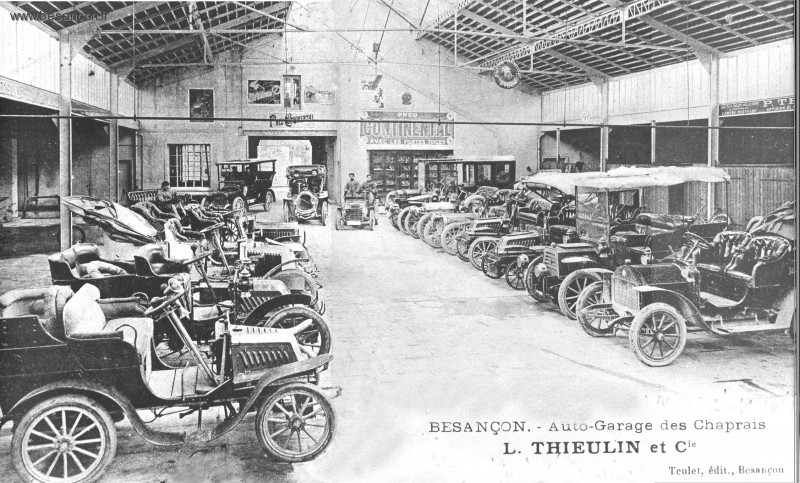
Le garage Thieulin des Chaprais dans les années 1910, entreprise qui emploie 46 personnes en 1930.

La crise du secteur de la métallurgie se fait bien moins ressentir que celle de la crise horlogère puisque cette branche est peu développée dans la ville ; c'est aussi pour cette raison que les renseignements à propos des entreprises touchant à ce domaine ne sont pas nombreux. Au début du XXe siècle, il y a  trois grandes maisons dans le secteur de la métallurgie à Besançon : Batifoulier, Douge ainsi que Schneider et Ravel. La première, qui est située où sont les actuels haras bisontins, prend le nom de Société Anonyme des usines de la Butte au début du siècle et est spécialisée dans la conception des pompes à incendies. La maison Douge est fondée en 1881 à Tarragnoz et fait construire dans le quartier de Montrapon-Fontaine-Écu une usine de moteurs hydrauliques, de turbines, des machines industrielles et d'ornements religieux, après qu'elle a racheté la fonderie Saint-Ève. La maison Schneider et Ravel est fondée en 1905 dans le secteur automobile et emploie une cinquantaine de personnes. Toutes ces entreprises sont des illustres maisons du secteur de la métallurgie à Besançon, mais les renseignements les concernant après la Première Guerre mondiale ne sont pas très nombreux. Les principales entreprises du secteur métallurgique avant la crise sont l'entreprise S.A.D.I.M. (250 employés), l'entreprise Douge et Dolo (215 employés), l'entreprise Groslambert (119 employés), l'entreprise Terreaux (93 employés), la fonderie Zénith (88 employés), l'entreprise Richert et Laval (65 employés), l'entreprise Thieulin (46 employés), l'entreprise Beckerich (44 employés) et l'entreprise Monnier (21 employés,).
On sait que pendant la crise, une fabrique de construction de machines agricoles fait faillite en 1931, ainsi que deux usines de décolletage, de trois usines d'emboutissage et d'une tôlerie. Cependant, l'importance de ces entreprises à l'époque reste inconnue ; seul le journal « l'Œuvre Sociale » signal que le secteur enregistre de grandes difficultés à Besançon et que deux maisons ont complètement disparu. Les rapports du commissaire de police à la municipalité confirme les problèmes que rencontre la métallurgie : le 30 juillet 1931 disparaît une usine de mécanique par liquidation judiciaire, suivie le 30 août par une importante usine métallurgique, puis le 30 septembre de la même année le rapport signale un important ralentissement dans cette branche, où le chômage partiel ou total augmente. Les chiffres du chômage dans ce secteur sont groupés avec ceux du secteur horloger, et on constate une forte augmentation au fil des mois. Uniquement pour la métallurgie, on sait seulement que le 14 décembre 1931 la carrosserie Monjardet licencie 15 salariés et l'usine S.A.D.I.M. trois. En 1932, la maison Schneider et Ravel fait faillite : elle produisait à l'époque vingt à trente voitures par mois.
En janvier 1935, plusieurs fonderies réduisent leurs personnels, particulièrement dans l'entreprise Douge, qui a également recourt au chômage partiel pour 80 de ses ouvriers ne travaillant plus que 39 heures par semaine. En juin de la même année, la fonderie de la Butte (anciennement Batifoulier) réduit aussi le temps de travail de ses salariés ; de nombreuses autres usines de la branche sont en activité ralentie ou en état stationnaire pendant le reste de l'année 1932. En 1933, on ne note pas d'aggravation même si le chômage partiel persiste de manière inquiétante. Même si une légère amélioration au mois d'août surtout dans la petite mécanique est enregistrée, le secteur ralentit de nouveau à la fin de l'année 1933. Il faut attendre avril 1936 pour que le secteur se sorte de la crise, comme le montre cette note : « l'activité est satisfaisante en métallurgie. » Par la suite le secteur n'est plus mentionné, laissant penser que la métallurgie s'est globalement sortie de la récession. Cette branche a donc été violemment touchée par la Grande Dépression et très tôt, mais s'est plus rapidement sortie de cette situation que d'autres secteurs.
Crise dans le textile

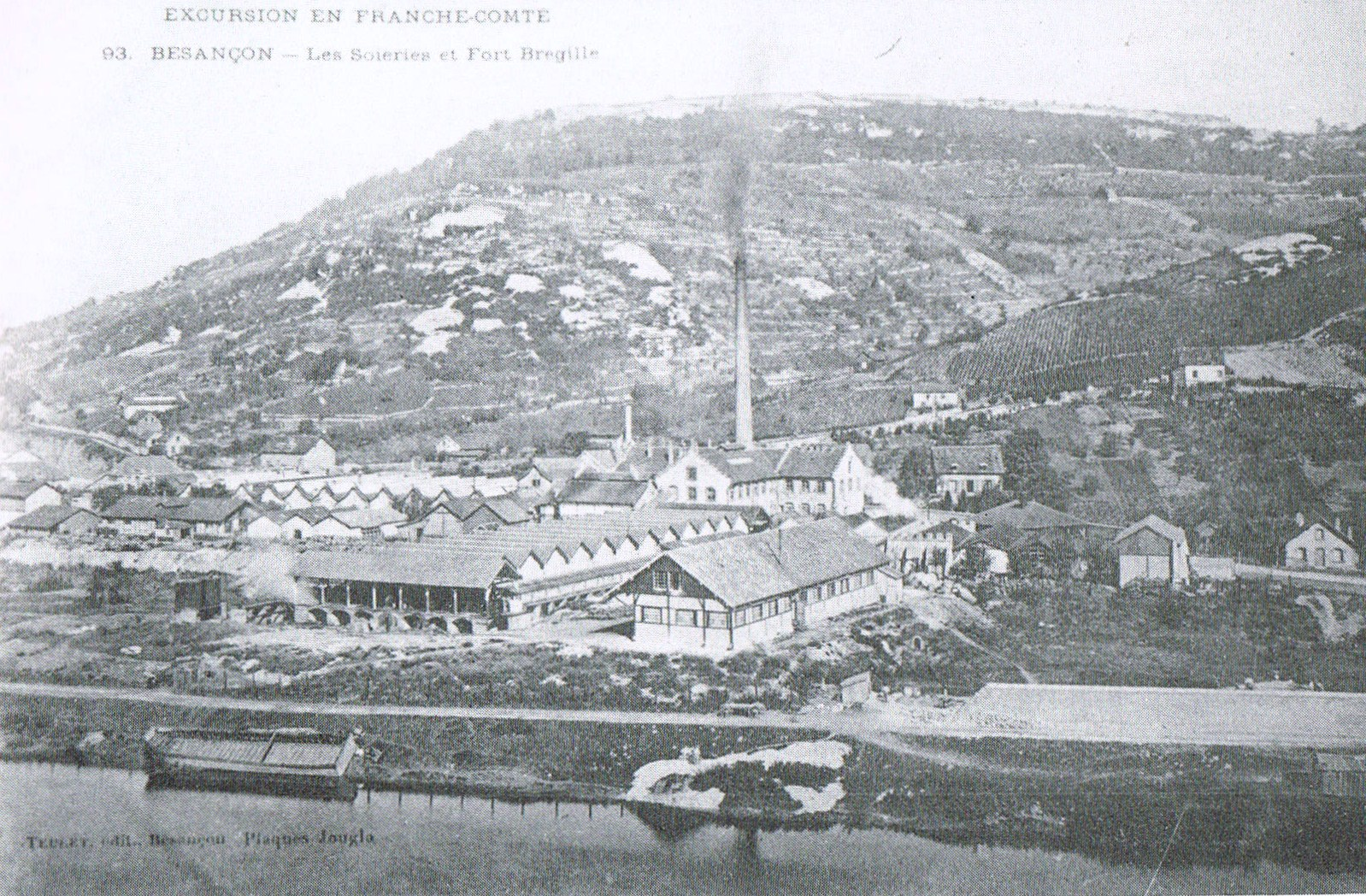
Les soieries des Prés-de-Vaux.

Le secteur du textile à Besançon est surtout représenté par une usine : les soieries des Prés-de-Vaux, établies sur le bord du Doubs à partir de 1890 par le comte Hilaire de Chardonnet. Cette usine avait un concept révolutionnaire pour l'époque, la conception de la soie artificielle qui sera à l'origine du succès énorme que provoqua l'établissement des Prés-de-Vaux. Avant la crise, on ne connaît pas quels sont les effectifs de l'entreprise, bien qu'il soit certain qu'elle ait encore une importance prépondérante sur la scène économique bisontine. D'autres industries vestimentaire existent également : les manufactures Druhen, Froment et Gaiffe. La première est située dans le quartier des Chaprais et emploie à l'aube du XXe siècle au moins 120 ouvrières dans ses ateliers, et un nombre indéterminé à domicile. Quant à la manufacture Froment, elle est située dans le quartier de Saint-Claude et produit essentiellement des chaussures pour l'armée ; cette entreprise employait vers 1900 plusieurs centaines d’ouvriers et ouvrières. Enfin, la manufacture Gaiffe, elle, était située dans le centre historique avant de déménager à Champforgeron, et employait 230 ouvriers et ouvrières à la fin du XIXe siècle ; elle produisait essentiellement de l'habillement pour l'armée ainsi que des pantoufles. 
Comme pour le secteur de la métallurgie, les renseignements concernant le domaine du textile pendant la crise sont assez succincts. En 1930, le secteur se compose de six grandes entreprises : la Société de soie artificielle (761 employés), l'entreprise Druhen (92 employés), l'entreprise Félix Julien (83 employés), l'entreprise Weil-Jaudel (68 employés), l'entreprise Félix Sœurs (64 employés) et l'entreprise de confection militaire (59 employés,).
Les soieries des Prés-de-Vaux devaient être sévèrement atteintes par la crise, comme le prouve le stock de 10 millions de tonnes de soie (soit six mois de stock) dès la fin de l'année 1931 ; aussi, sur les 22 entreprises françaises qui produisent de la soie viscose, dix ont cessé toutes activités, or la majorité de la production de l'usine est constituée de ce type de soie. Ces éléments permettent de répondre de façon hypothétique, mais leur véracité permet d'assurer avec une quasi-certitude que la situation de l'usine des Prés-de-Vaux est au moins délicate, et au pire très préoccupante. Les rapports sur l'activité économique de la ville signalent en effet fin 1931, que la situation est difficile aux soieries, et que 14 licenciements furent enregistrés dans cette entreprise mais que le reste du secteur se maintient. De nouveau en janvier 1932, 64 licenciements ont lieu puis encore 16 les deux mois qui suivent, pendant qu'en parallèle les autres employés voient leurs temps de travail diminué faisant un total de 94 licenciés. On signale cependant que l'été qui suit, la situation s'améliore avec 16 nouvelles embauches. Cet élan est confirmé par le recrutement de nouveaux ouvriers jusqu'en 1935, avant qu'un nouveau ralentissement du secteur ne soit enregistré en été de la même année, mais qui sera de courte durée puisque le textile reprend de plus belle peu après, et semble être totalement dégagé de la crise début 1936. Globalement, toutes les autres manufactures œuvrant dans la confection furent relativement épargnées par la crise, du fait que le secteur travaille essentiellement pour le marché national ; or il s'avère que les principales difficultés des autres secteurs sont liées à la chute de l'exportation, problème qui ne concerne que peu la branche de la confection.
Crise dans le bâtiment

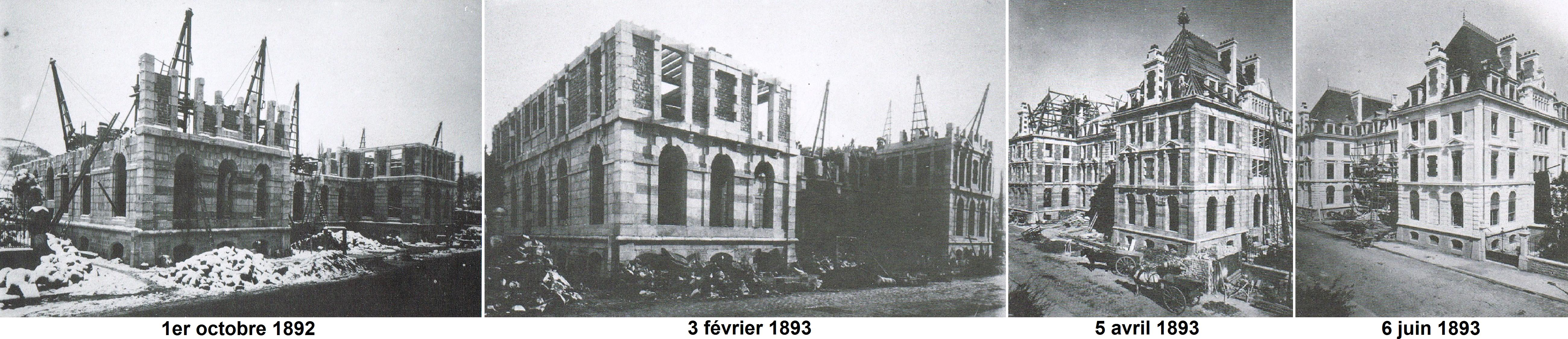
Le secteur du bâtiment et travaux publics à Besançon : construction du centre thermal de Besançon-les-Bains en 1892-1893.

En 1930, les principales entreprises du bâtiment et travaux publics à Besançon étaient : l'entreprise Pateu (108 employés), l'entreprise Gianoli (71 employés), l'entreprise Frasque (35 employés) ainsi que l'entreprise Micciolo (25 employés,). Entre 1930 et 1938, on compte au total pas moins de 48 entreprises bisontines du bâtiment qui disparaissent ; bien que toutes ces faillites n'ont pas un rapport direct avec la crise pour la plupart, la Grande Dépression à particulièrement fragilisé ce secteur. En effet, les entreprises du BTP sont à l'époque des structures familiales assez instables ou recrutant largement parmi les immigrés bisontins, ce qui a pour effet un équilibre très variable dans le milieu du bâtiment. Par rapport aux documents disponibles, on ne sait pas réellement si la crise a eu un impact significatif sur l'activité ou si les entrepreneurs ont prétexté ce contexte difficile pour essayer de grappiller quelques contrats. Ceux-ci avaient dès 1931, demandé aux autorités l'exclusivité des contrats municipaux, afin selon eux d'éviter le chômage lié à la crise, et aussi de reprendre une certaine légitimité sur les entrepreneurs généraux qui font appel à de la main-d'œuvre et à des marchandises extérieures au département. Il est avéré que la profession exagère constamment les effets de la crise, demandant par exemple les travaux de l'école Jules ferry (située dans le quartier de Saint-Ferjeux) arguant un chômage persistant en hiver mais avouant que le travail est normal en été ; or ces situations sont tout à fait habituelles en ces saisons, le secteur enregistrant toujours une baisse d'activité en hiver et une reprise en été. On note aussi une baisse du nombre d'ouvriers français qualifiés à cette époque, remplacée par de la main d’œuvre étrangère bon marché, représentant jusqu'à 40 % des ouvriers à Besançon dans les branches de la maçonnerie, du cimentage, du terrassement... Ces éléments montrent que le secteur du bâtiment ne fut finalement pas très entaché par la crise, à l'inverse des nombreux autres domaines d'activité qui furent eux, réellement en difficulté.
Crise dans l'alimentaire

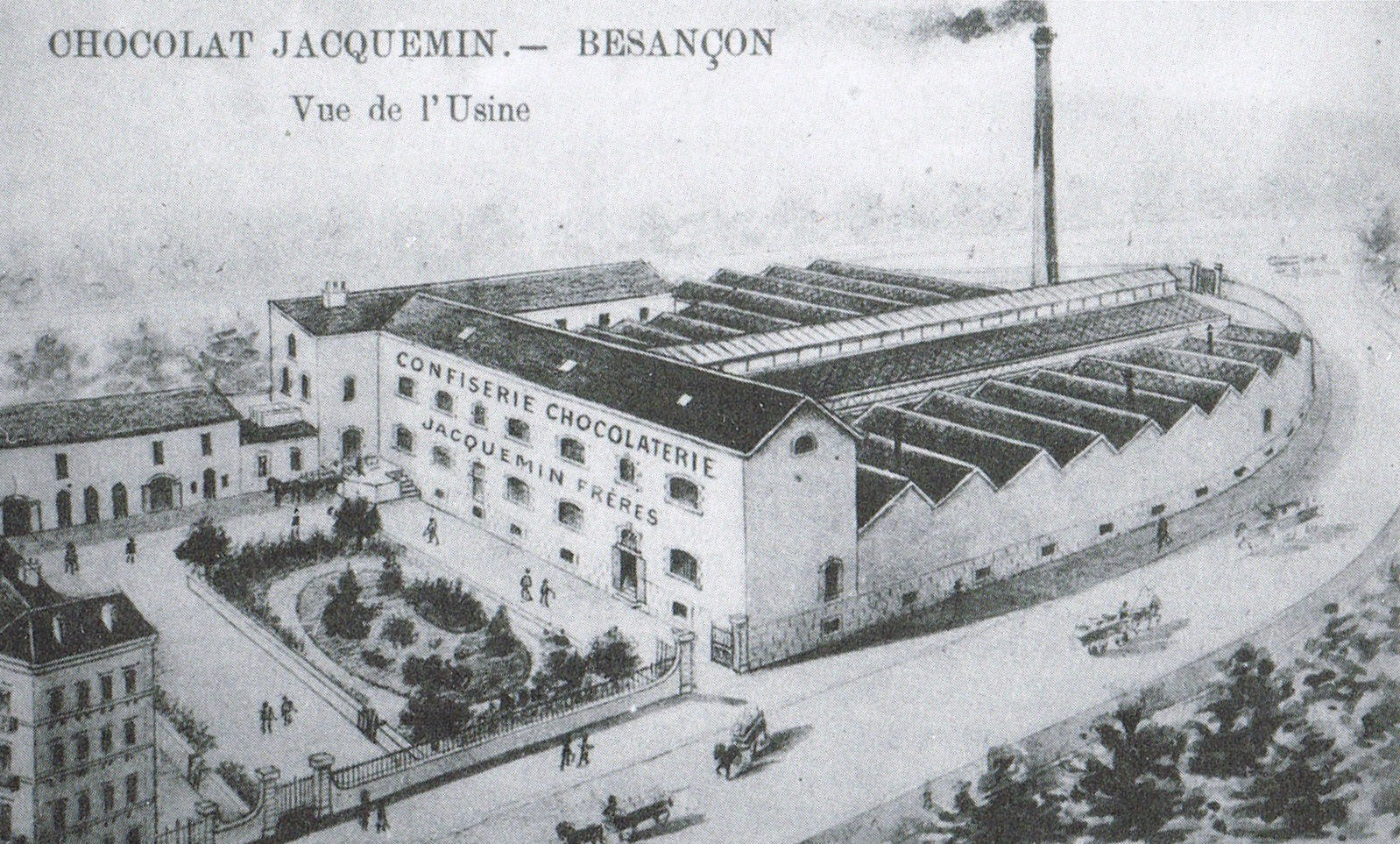
La chocolaterie Jacquemin.

À la fin du XIXe siècle, la ville comptait eux grandes industries alimentaires : la chocolaterie Jacquemin ainsi que la brasserie des frères Boiteux à la Mouillère. Cette dernière avait une production estimée à 1000 hectolitres par mois en 1896, et prit le nom de brasserie Gangloff juste avant la Première Guerre mondiale lorsqu'elle changea de propriétaire. En 1930, la ville compte plusieurs grandes entreprises alimentaires : les Docks Franc-Comtois (200 employés), la Brasserie de Besançon (191 employés), Les Économiques Bisontins (119 employés), la chocolaterie Jacquemin (54 employés), l'entreprise A. Sancey (52 employés) et l'entreprise L. Joliot (37 employés,). Entre 1930 et 1938, on enregistre un total de 61 faillites dans le secteur alimentaire à Besançon : 7 boulangeries, 7 primeurs, 25 épiceries, 6 charcuteries, 3 crèmeries, 2 pâtisseries, 4 brasseries ainsi que 7 caves à vin. 

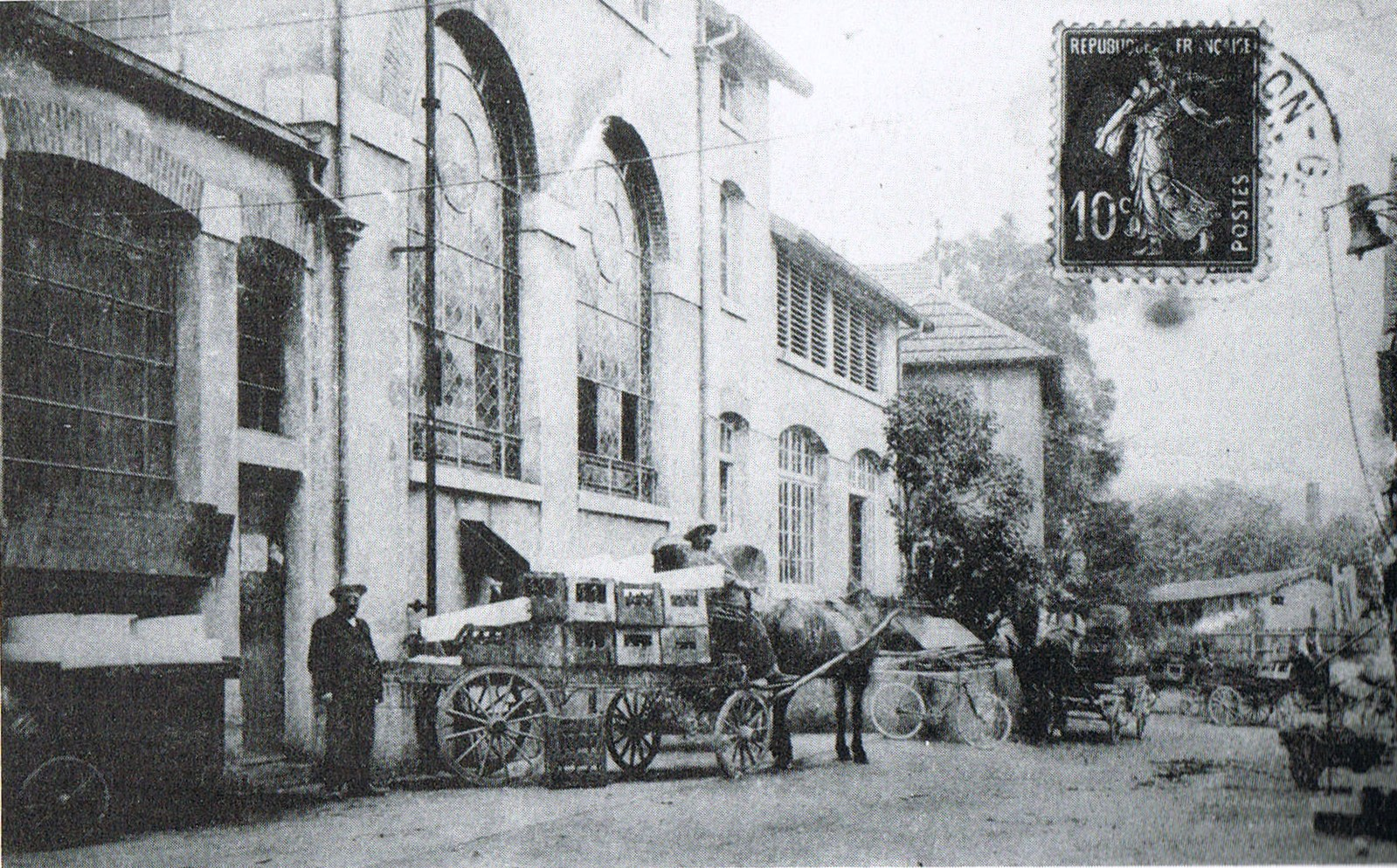
La Brasserie de la Mouillère.

Comme pour le secteur du bâtiment, le nombre élevé de faillites d'entreprises alimentaires n'est pas directement imputable à la crise des années 1930 : même si celle-ci a fragilisé cette branche à des degrés divers, la mauvaise gestion de la plupart des commerces a très fortement joué sur les liquidations, notamment en ce qui concerne les épiceries. La récession touche le secteur alimentaire bisontin à partir de 1931 mais les premières vraies difficultés apparaissent en 1932, et continuent jusqu'en 1935 où la crise économique atteint son paroxysme. De nombreuses grandes entreprises du secteur connaissent quelques difficultés : la coopérative des Chaprais (qui sera dissoute pendant la crise), Le Limonadier Comtois, les Docks Franc-Comtois... tandis que parallèlement d'autres, comme la Coopérative des épiciers détaillants, restent stables et enregistrent même parfois une progression de leurs chiffres d'affaires. Le secteur a donc été diversement touché, et bien que le nombre de faillites soit assez important il semble que globalement le volume des transactions n'ait pas baissé de manière catastrophique.
Crise dans les divers autres secteurs
En 1930, Besançon compte plusieurs grandes entreprises dans la rubrique divers : les Papeteries Weibel (499 employés), la Compagnie de Gaz et Électricité (237 employés), l'entreprise de cartonnage Gerst (170 employés), l'entreprise ferroviaire P.L.M. (58 employés), la fabrique de brosses Legardeur (52 employés) et la Compagnie des Tramways (50 employés,). Grâce aux rapports du commissaire de police, on a quelques renseignements sur les grandes entreprises de la ville pendant la crise qui ne font pas partie des principaux secteurs. Ainsi, on sait que la papeterie Weibel supprime une journée de travail par semaine à partir d'octobre 1931, de même que La Pétrolerie en novembre de la même année qui supprime treize postes, ainsi que la Compagnie de Gaz et Électricité qui licencie dix ouvriers. Le rapport signale qu'en décembre 1933 une faïencerie doit se séparer de la totalité de son personnel, après avoir travaillé au ralenti durant plusieurs mois. Mais c'est surtout la fermeture de la maison Weibel survenue en mai 1934 qui marque l'économie bisontine, l'entreprise devant se replier dans son usine de Novillars, laissant 300 personnes sur le carreau. La crise des divers autres secteurs à Besançon est, d'après ce rapport et grâce aux données sur les faillites de la ville, très intense ; mais on ne peut cependant pas détailler précisément quelle sont les conséquences de la crise dans ce secteur, faute d'éléments pertinents.

## L'aspect social

### Le chômage
Le chômage lié à la crise apparaît réellement à Besançon pendant l'hiver 1930-1931, même si l'Œuvre Sociale écrit dans un numéro paru courant de l'année 1930 : « des bruits de crise circulent dans les ateliers, certains auraient déjà réduit les heures de travail. » Le secteur où le chômage a des conséquences particulièrement visibles est sans nul doute l'horlogerie, première industrie de la ville, même si de nombreux autres petits ateliers locaux ne sont pas non davantage épargnés. C'est ainsi que des syndicats demandent à la commune le 13 mars 1931 la remise en fonction d'un fonds municipal pour le chômage en arguant : « Jusqu'à ces temps derniers, la crise ayant en partie épargné les industries locales, le chômage complet était inconnu sauf dans les professions où c'est un phénomène saisonnier.... Mais maintenant il y a quelques chômeurs complets et surtout de nombreux chômeurs partiels. » La ville crée alors une commission d'enquête qui a pour but d'étudier la situation réelle du chômage à Besançon, et au mois d'avril 1931 celle-ci notait : « la crise et le chômage ont fait véritablement leur apparition dans la région au début de 1931. Seules les industries mécaniques et métallurgiques, et notamment l'horlogerie à Besançon, sont atteintes. Le chômage apparaît surtout partiel, par diminution des heures de travail. » Une liste très précise est alors faite par cette commission, qui recense 38 entreprises touchées par le chômage à des degrés divers.
| Année                                                             | Demandes                | Placement               | %                             |
| ----------------------------------------------------------------- | ----------------------- | ----------------------- | ----------------------------- |
| Février 1930 Mars 1930 Juin 1930 Février 1931 Mars 1931 Juin 1931 | 361 350 439 536 594 481 | 197 207 273 202 231 176 | 54 % 60 % 62 % 38 % 38 % 36 % |

De plus, le nombre de travailleurs à domicile en chômage n'est pas négligeable, d'après une liste établie par Octave David, secrétaire du syndicat ouvrier de Besançon. On compte 200 chômeurs, dont 150 qui ne font que 24 heures par semaine, 20 réduit à 16 heures par semaine et 30 au chômage total. Bien que l'ampleur de la crise semble déjà grande, elle se révèle en réalité encore plus catastrophique dans le chômage. En effet, la plupart des patrons horlogers paient 24 heures de travail par semaine leurs meilleurs ouvriers alors qu'ils n'effectuent que six heures pour éviter que cette main d'œuvre qualifiée trouve d'autres autre emplois et ne revienne pas après la crise. Bien que ces faits ne soient pas réellement très fréquents, leur simple évocation fait frémir le conseil municipal, qui remet en activité le fonds de chômage le 20 avril 1931. Au même moment, l'Office municipal alerte la municipalité du nombre d'inscrits toujours croissant qui atteint un chiffre très préoccupant, à tel point que l'office peine à trouver des postes pour les chômeurs inscrits. En octobre 1931, les offres d'emplois atteignent le chiffre de 1 026, et en octobre de l'année suivante, il n'y en a que 243. Le directeur de l'Office municipal note que parallèlement, le nombre d'employeurs ayant omis de faire parvenir la déclaration annuelle de leurs capacités de main d'œuvre n'a jamais été aussi élevé.

### Mesures d'aide sociale
Afin d’affronter cette crise sans précédent, les autorités mettent en place des mesures pour apporter une aide aux chômeurs et pour résorber le chômage. 
Le fonds municipal de chômage de Besançon
Le fonds municipal de chômage de Besançon est sans conteste l’aide la plus efficace aux employés démunis face à la perte de leurs emplois. Cette institution comptabilise précisément ses comptes, permettant ainsi d’établir le point d’intensité de la crise dans la capitale comtoise. Le fonds de chômage est sans doute été durant les années 1920, lorsque la courte mais forte récession d’après guerre fait quelques dégâts dans le paysage économique de la ville, et c’est d’ailleurs en 1927 que la municipalité la met en place définitivement, lors d’un conseil. Il fonctionne alors ponctuellement lors la crise de 1921 et durant la période 1927-1928, plus forte décroissance auquel le fonds fut alors confronté. Le préfet du Doubs a rappelé à la ville la volonté politique d’une généralisation de cette forme d’aide dans tous les départements, mais la mairie n’accepte pas l’idée puisque la commune dispose déjà de ce fonds, qui est réputé efficace.
L’aide est accordée pour les chômeurs involontaires ayant une résidence ou un travail à Besançon et atteinit alors par jour et par ménage 7fr pour le « chef du ménage, » 4fr pour les personnes de plus de 16 ans, 3,50fr pour le conjoint ou les personnes de moins de 16 ans et/ou gagnant moins de 4fr/jours, 2fr pour l’ascendant sans travail résidant avec le ménage ; le tout n’excédant pas 19fr par ménage et par jour sauf : trois enfants (20 francs), quatre enfants (23 francs) et cinq enfants ou plus (26 francs). Cependant, les règles du fonds peuvent changer suivant les délibérations. Au début de la crise, la municipalité accorde 12fr pour le travailleur déchu mai 10fre en juillet 1931. Le fonds reste généreux, mais le Ministère du travail, qui préconise une allocation de 7fr par jour, oblige la mairie à s’aligner sur ce chiffr eet à être plus rigoureuse quant aux contrôles des chômeurs. La commission doit  également choisir des membres dont la profession était la plus touchée par la crise, chose respectée à Besançon puisque sur 23 membres, 14 sont horlogers. De plus, la commune accorde à un chômeur entre 120 et 200 jours de solde par an, ce que demande le gouvernement, qui sera portée à 250 jours en 1935. En plus, une caisse départementale est créée le 25 mars 1933 et accorde 10 % des dépenses pour les chômeurs non couvertes par l’État (et donc déboursées par les villes). Enfin, la ville décide d’augmenter les subventions accordées aux ménages. 
Au total, 3 221 900 francs sont dépensés pour aider les chômeurs de Besançon durant cette crise.

## Compléments